# Shane Balkowitsch
Shane Balkowitsch, född 24 januari 1969, är en amerikansk självlärd våtplåtsfotograf från Bismarck, North Dakota. Hans fotografier har visats i olika konstutställningar och hans glasplåtar har bevarats av State Historical Society of North Dakota.
Hans målsättning är att med hjälp av gammal teknik avbilda det mänskliga tillståndet. Han använder sig av en italiensk 8×10 tum ihopfällbar kamera av märket Gibellini och Carl Zeiss Tessarlinser, 300 mm och 360 mm.
I utställningen Native American Fashion – från rötter till runway på Världskulturmuseet i Göteborg som visas 2025–2026 ingår 30 fotografier tagna av Balkowitsch med den mycket gamla fotografiska metoden ambrotypi, där en exponerad glasplåt monteras mot mörk bakgrund, så att motivet kan urskiljas.

## Karriär
Balkowitsch började 2012 utforska fotografering på våtplåtar (kollodiumprocessen) efter att ha läst en manual i ämnet av den amerikanske ferrotypi-fotografen John Coffer. Med liten erfarenhet av fotografering experimenterade Balkowitsch med processen och tog sitt första framgångsrika foto samma år. Sedan dess har han producerat ett stort antal våtplåtar och hans verk har dykt upp i många publikationer. Han håller demonstrationer i North Dakota genom användning av ett bärbart mörkrum.

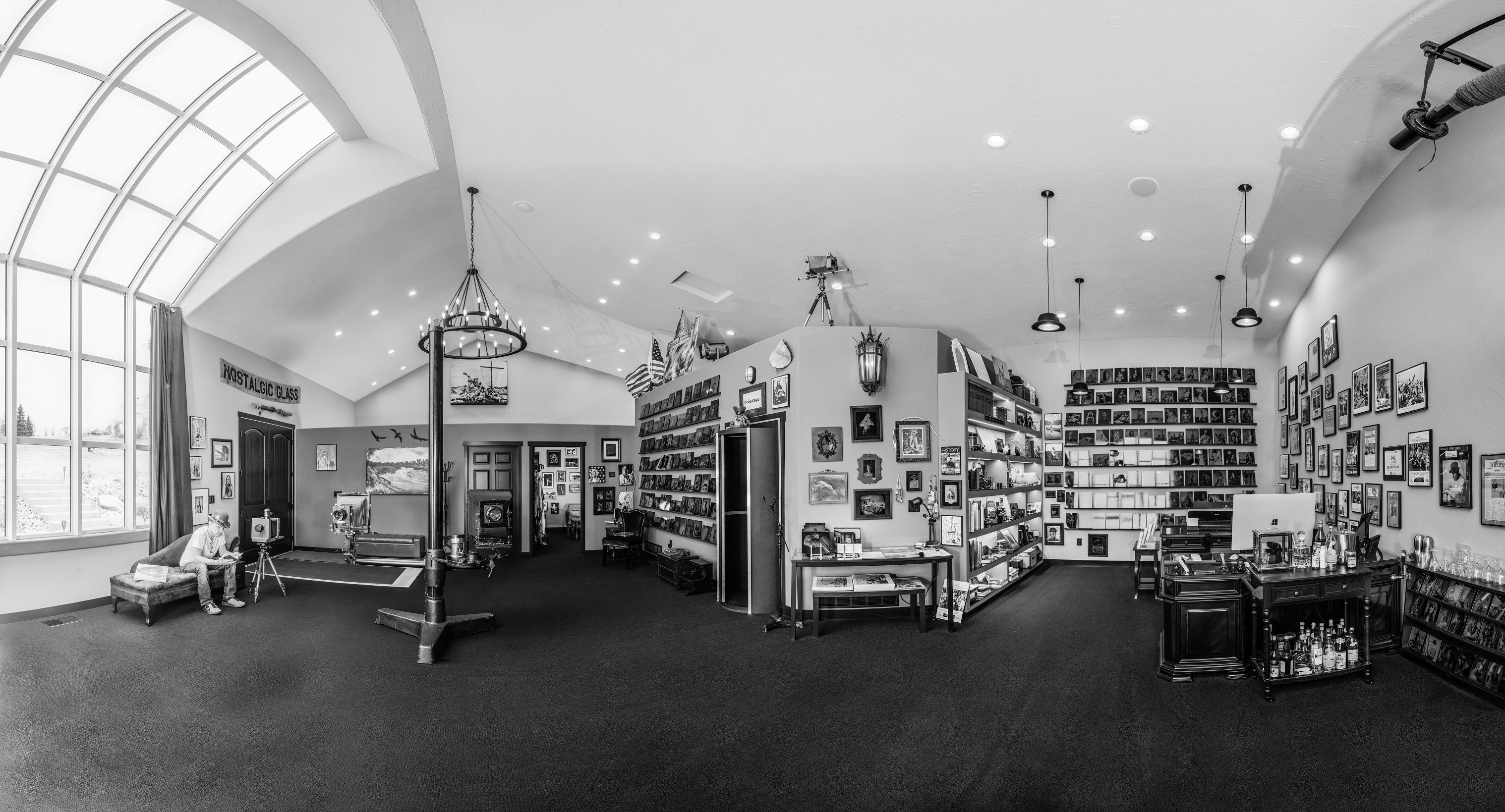
Våtplåtsstudion ”Nostalgic Glass” i Bismarck, North Dakota.

Smithsonian Institution förvärvade 2016 från Balkowitsch ett porträtt av boxningsmästaren Evander Holyfield, avbildad på glasplåt (kollodium), som numera ingår i National Portrait Gallery i Washington D.C.
2018 öppnade Balkowitsch en ny fotostudio i Bismarck, North Dakota. Studion tog två år att planera och åtta månader att bygga. Enligt Balkowitch är studion, ”Nostalgic Glass”, den första våtplåtsstudio med naturligt ljus som byggts från grunden i Nordamerika på över 100 år.

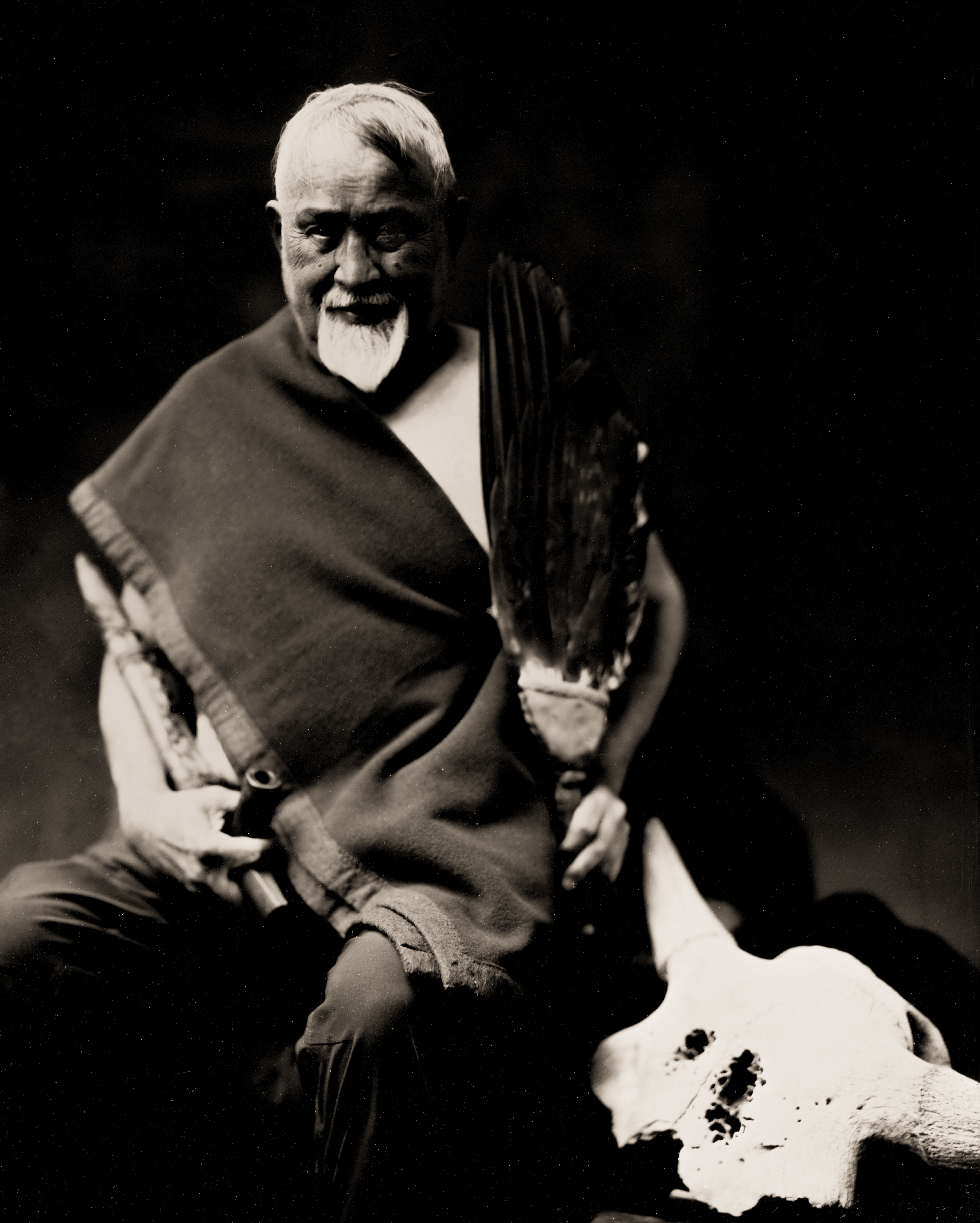
Calvin Benjamin Grinnell (Running Elk). Foto: Shane Balkowitsch, 2023.

Calvin Benjamin Grinnell (Running Elk) från Mandan, Hidatsa, and Arikara Nation gav 28 oktober 2018 Balkowitsch namnet Maa’ishda tehxixi Agu’agshi (Skuggfångare).
I februari 2020 skulle en väggmålning av ”Standing For Us All”, Balkowitsch foto av Greta Tunberg vid sioux-reservatet Standing Rock i North Dakota 8 oktober 2019, visas vid sidan av ett bageri i Bismarck, North Dakota. En lokal TV-station rapporterade om planerna, varefter Balkowitsch väggmålning ”Liberty Trudges Through Injustice” som visats i Bismarck sedan våren 2019 vandaliserades. Efter att planerna på att visa väggmålningen avbrutits svarade samhällen över hela världen med att visa och projicera bilden på olika strukturer.

”Standing For Us All”. Greta Tunberg vid sioux-reservatet Standing Rock i North Dakota, avbildad för första gången på glasplåt (kollodium).

”Standing For Us All” arkiverades 1 december 2019 vid Library of Congress i Washington D.C. och publicerades 28 oktober 2020 i tidskriften National Geographic.
Dokumentärfilmen Balkowitsch om Shane Balkowitsch liv och arbete, regisserad av Greg DeSaye och Chelsy Ciavarella, visades första gången 2019 på North Dakota Human Rights Film Festival. Filmen hade officiell premiär 27 mars 2020.

## Projekt och utställningar

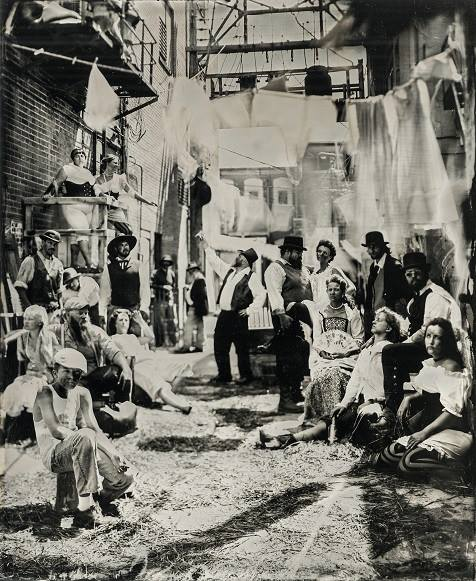
”Murderer’s Gulch”, 2016.

### Murderer’s Gulch, A non-historical Wet Plate Collaboration
Balkowitsch hyllning till det berömda New York-fotografiet från 1887 av Jacob Riis kallat ”Bandits’ Roost”. Målet var att få en nutida känsla och utseende genom att använda den historiska kollodiumprocessen och med modeller klädda i ohistoriska plagg. Projektet ägde rum i Bismarck, North Dakota, 11 juni 2016. Omkring 100 personer anmälde sig frivilligt för att hjälpa till i projektet.

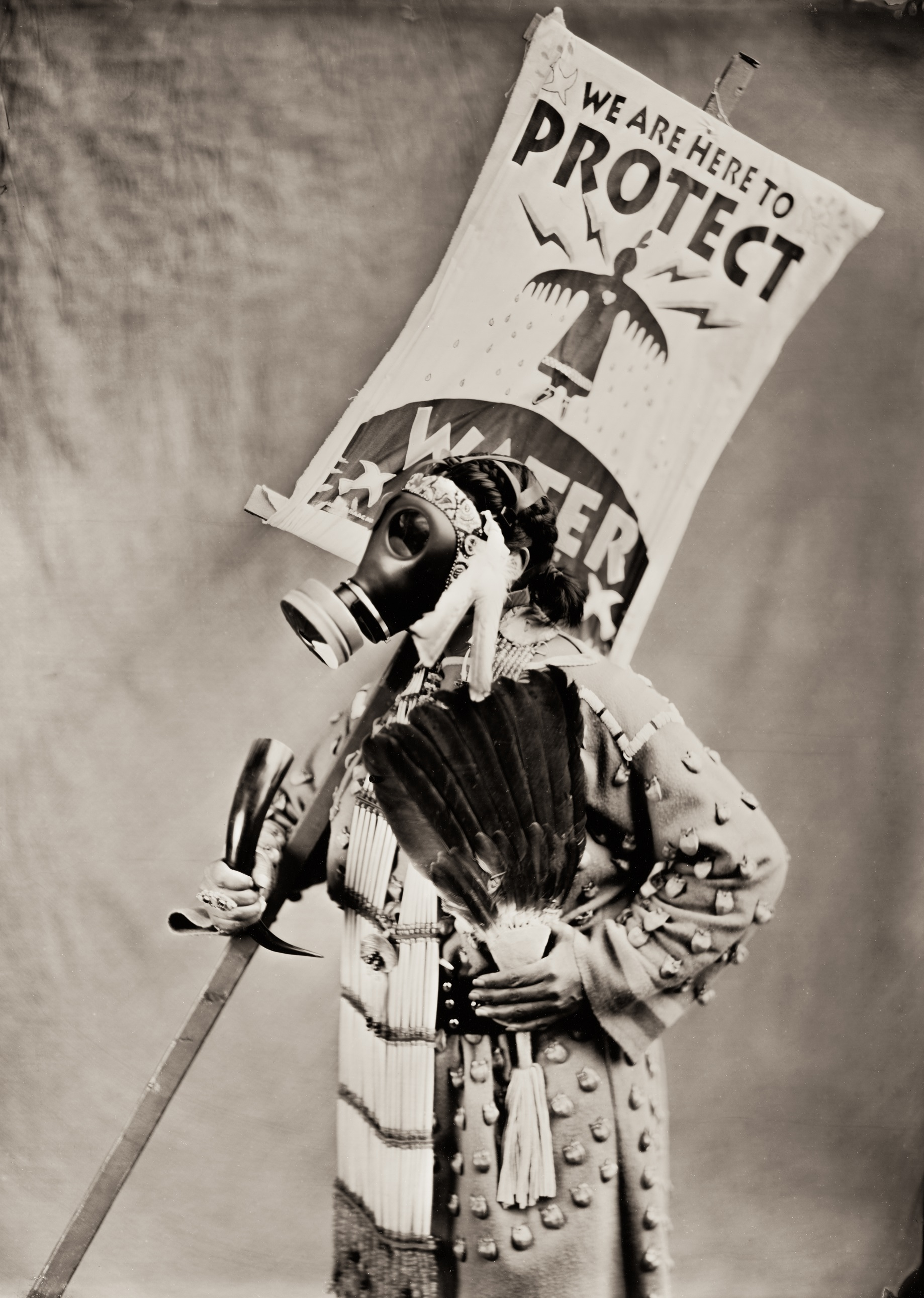
”No Spiritual Surrender”, Floris White Bull iförd gasmask vid Dakota Access Pipeline.

### Dakota Access Pipeline dispute by Standing Rock Native community
Balkowitsch skildring av Dakota Access Pipeline-protesten vid Cannon Ball, North Dakota, 15 augusti 2016. Vid protesten mot rörledningen som var tänkt att dras nära sioux-reservatet Standing Rock fanns många människor som Balkowitsch tidigare träffat under arbetet med ett fotografiprojekt för Historical Society of North Dakota, ”Northern Plains Native Americans: A Modern Wet Plate Perspective”. I dokumentärfilmen Awake: A Dream from Standing Rock (2017) av regissören Josh Fox medverkar Floris White Bull, släkt med sioux-hövdingen White Bull. En annan dokumentärfilm, Peacekeeper (2018), innehåller bilder tagna av Balkowitsch under Dakota Access Pipeline-protesterna. Balkowitsch våtplåtsfoto ”No Spritual Surrender”, som föreställer Floris White Bull iförd gasmask, belönades 2019 för bästa fotografi vid North Dakota Human Rights Art Festival.

### The Persecution of Complete Strangers

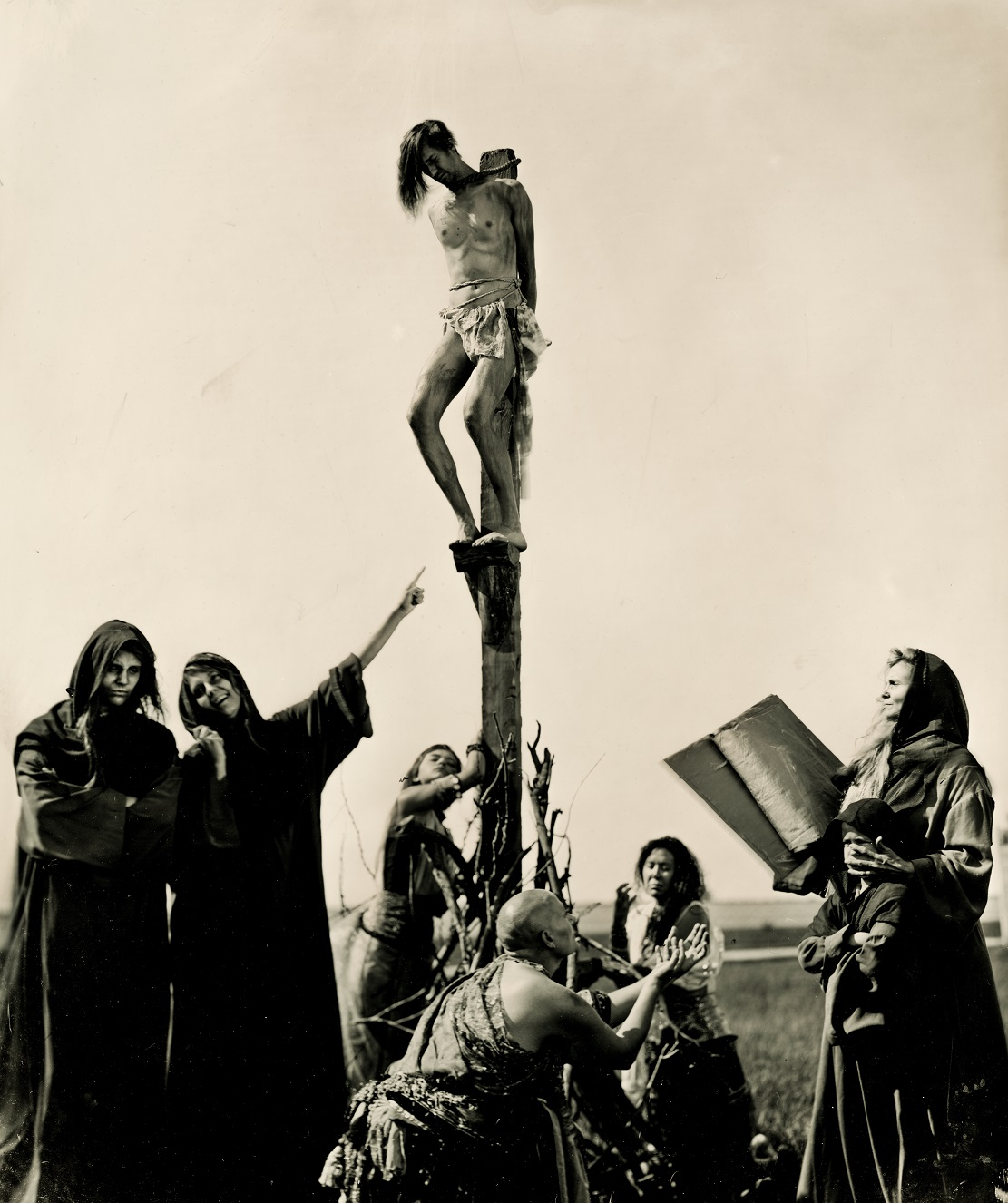
”The Persecution of Complete Strangers”, 2016.

Ett evenemang 27 augusti 2016 tillägnat minnet av Hande Kader (1993–2016), en turkisk transkvinna vars kropp hittades våldtagen, stympad och bränd vid vägkanten i Zekeriyaköy, Istanbul, 12 augusti 2016. Evenemanget skapades, regisserades och fotograferades av Balkowitsch och bilderna var inspirerade av den amerikanske glamourfotografen William Mortensen.

### The Mask Series, A Five Year Wet Plate Collodion International Collaboration
Ett projekt 2012–2017 startat av Balkowitsch efter att ha tagit en mycket enkel kollodiumbild av en gammal tjeckisk M10 gasmask och en vissnande blomma. Han kallade bilden ”Den sista blomman”. Hans mål var att öka medvetenheten om den historiska våtplåtstekniken som konstform och de konstnärer som antog utmaningen att skapa ett originalverk utifrån Balkowitsch bild fick en gasmask skickad till sig.

### Northern Plains Native Americans Series, A Modern Wet Plate Perspective

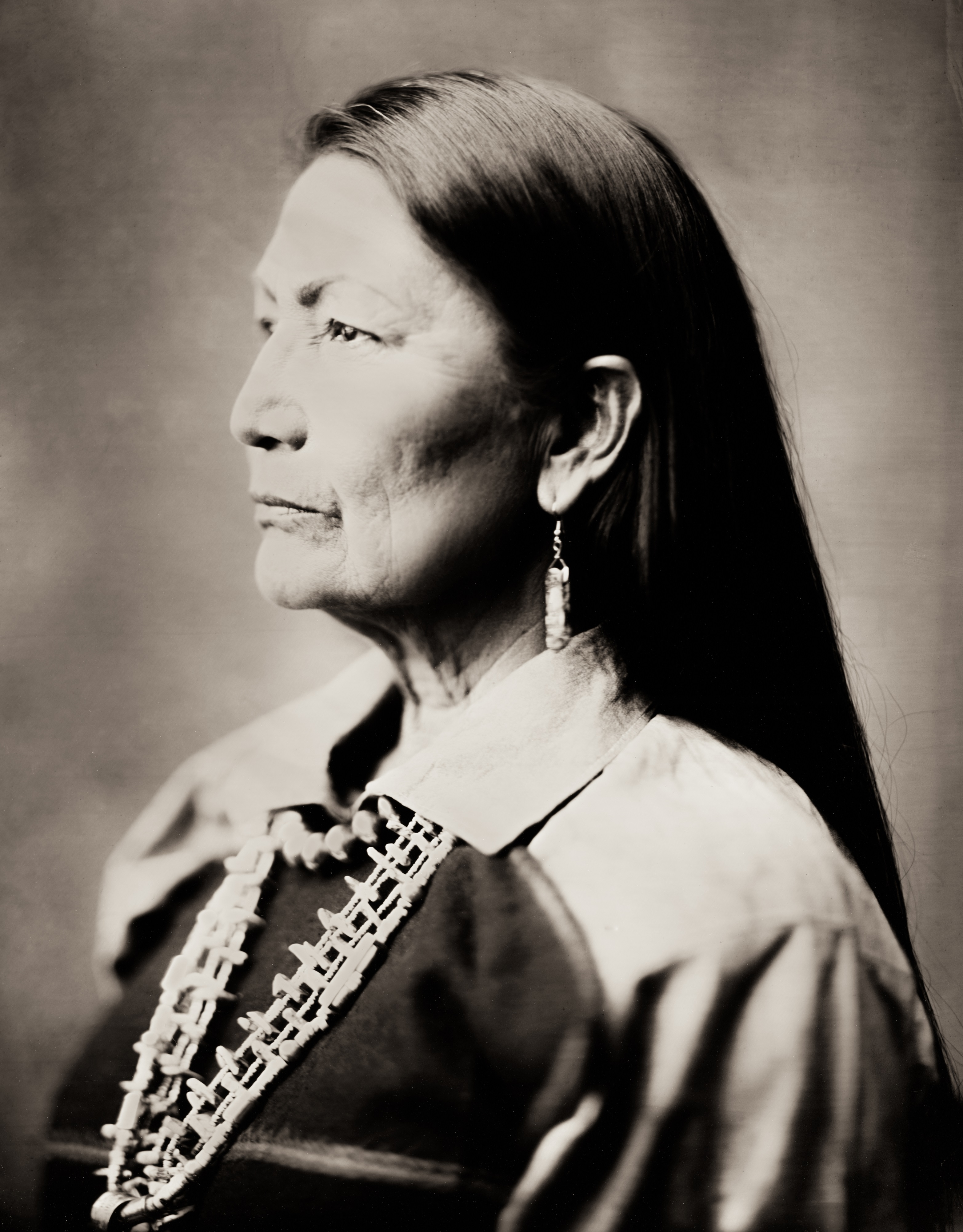
Kongressledamoten Debra Haaland, New Mexico, 2019.

Ett våtplåtsprojekt inspirerat av Mathew Brady, Edward S. Curtis och Orlando Scott Goff, tre av 1800-talets våtplåtsfotografer. Den första bilden i serien var ”Eternal Field” från 2014, föreställande sioux-hövdingen Sitting Bulls barnbarn Ernie LaPointe (f. 1948). Bismarck Art Galleries Association stod 2017 värd för invigningen av fotoutställningen ”Northern Plains Native Americans: A Modern Wet Plate Perspective” där fotografierna visades. Gästtalare vid Balkowitsch boksignering 23 juni 2019 i Bismarck var Debra Haaland, en av de första kvinnorna från ursprungsbefolkningen som invaldes i USA:s kongress.

### Liberty Trudges Through Injustice, A Wet Plate Collodion Collaboration
”Liberty Trudges Through Injustice”, en våtplåtsbild skapad av Balkowitsch vid ett evenemang i Bismarck, North Dakota 21 juli 2018, arrangerat av Balkowitsch, inspirerat av målningen ”Liberty Leading the People” av den franske konstnären Eugène Delacroix.

### Nokota Horses, The Horse in North Dakota
Verk av Balkowitsch fanns med i utställningen ”Horse in North Dakota” som anordnades av North Dakota Heritage Center för att belysa bevarandet av Nokotahästen som tros vara ättling till de hästar som en gång ägdes av präriefolken.

### Northern Plains Native Americans: A Personal Collection
Rourke Art Museum stod 25 augusti 2018 värd för evenemanget ”Northern Plains Native Americans: A Personal Collection” som innehöll verk av Balkowitsch från hans samling ”Northern Plains Native Americans Series”. Balkowitsch gav också under evenemanget demonstrationer i traditionellt våtplåtsfotografi.

### The Throne of Gods: A Wet Plate Collaboration
20 juli 2019 samlades fler än 45 konstnärer för att återskapa 1700-talsmålningen ”The Olympians” av den franske konstnären Nicolas-Andre Monsiau (1754–1837), ett projekt som tog Balkowitsch mer än åtta månader att planera och hans största samarbetsprojekt hittills.

### No Vaccine for Death: A Wet Plate Collaboration
Den 17 juli 2021 samlades fler än 100 personer vid ”University of Marys Marian Grotto” i Bismarck, North Dakota, för att skapa ett av historiens största fotografiska samarbeten med våtplåtar. Den slutliga bilden, ”No Vaccine For Death”, var inspirerad av målningen Dödens triumf från 1562 av den flamländske renässanskonstnären Pieter Bruegel den äldre.

### Native American Fashion – från rötter till runway

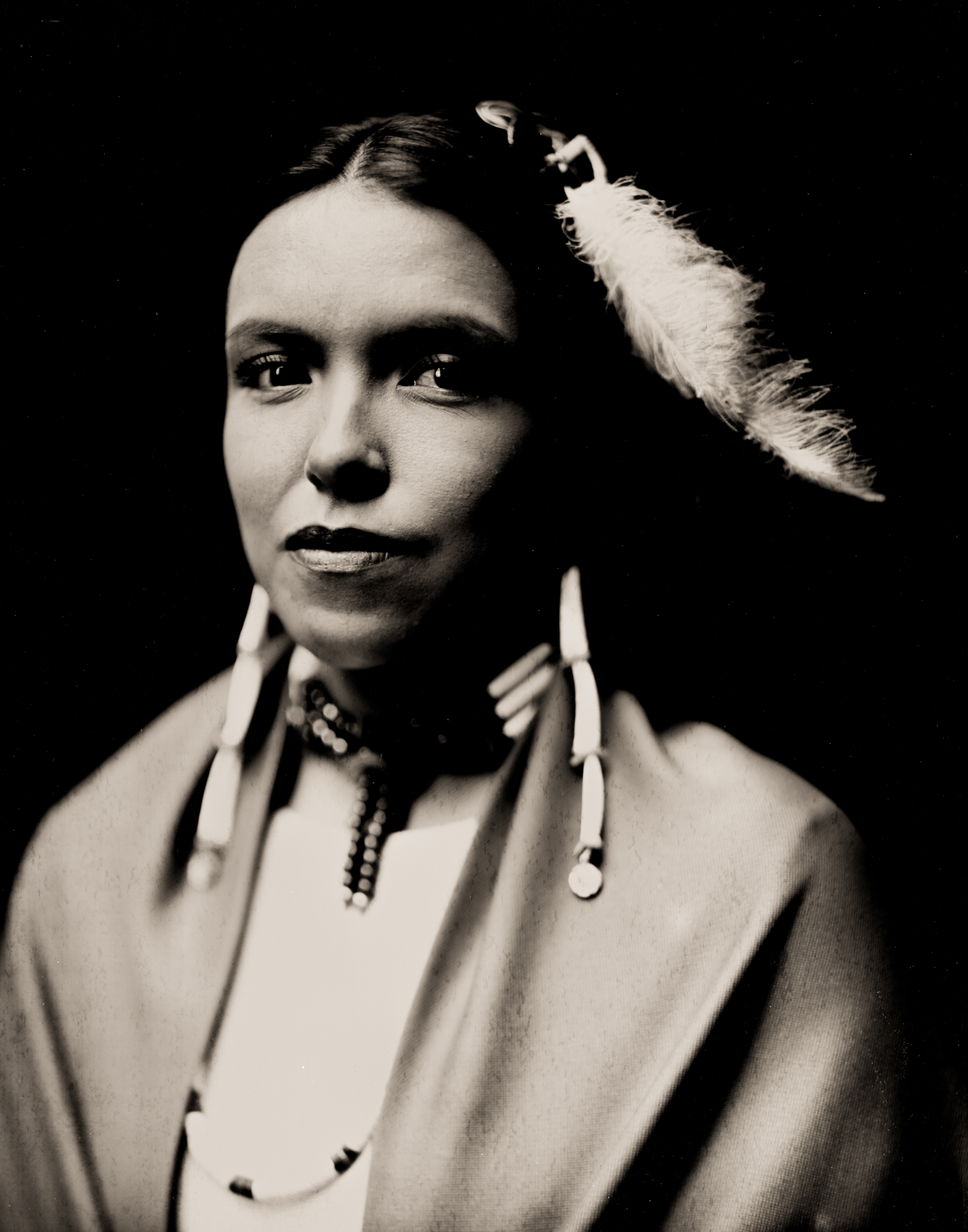
Shania Mary RedOwl, ”Woman With A Loving Heart”. Fotografi från 2023 av Balkowitsch som ingår i utställningen ”Native American Fashion”.

I utställningen Native American Fashion – från rötter till runway på Världskulturmuseet i Göteborg som visas 11 april 2025–2 november 2026 ingår 30 fotografier tagna av Balkowitsch med den mycket gamla metoden ambrotypi, där en exponerad glasplåt monteras mot mörk bakgrund, så att motivet kan urskiljas. Fotografierna föreställer personer ur den amerikanska ursprungsbefolkningen (bland andra sioux, ojibwa, cree, cheyenne och cherokee) och är en gåva från fotografen, som även överlåtit bildrättigheterna till museet.

## Utmärkelser
- Rising Star Award från Bismarck State College (2016).[38]
- Calvin Benjamin Grinnell (Running Elk) från ”Mandan, Hidatsa, and Arikara Nation” gav 28 oktober 2018 Balkowitsch namnet Maa'ishda tehxixi Agu'agshi (Skuggfångare).[9][10][11]
- Statliga tjänstemän från North Dakota och South Dakota hedrade 23 juni 2019 Balkowitsch för att ha återskapat och bevarat amerikansk ursprungskultur genom foton på glasplåtar.[39]

## Publikationer
- Northern Plains Native Americans: A Modern Wet Plate Perspective - Vol.1. New York: Glitterati Incorporated. 2019. Libris n103q5j8lbszj1sq[40]
- Northern Plains Native Americans: A Modern Wet Plate Perspective - Vol.2. Bismarck, North Dakota: Nostalgic Glass Wet Plate Studio. 2022
- Northern Plains Native Americans: A Modern Wet Plate Perspective - Vol.3. Bismarck, North Dakota: Nostalgic Glass Wet Plate Studio. 2024